# Agdenes
Agdenes és un antic municipi del comtat noruec de Sør-Trøndelag. Té 1.733 habitants (2016) i té una superfície de 317.66 km².